# شکارگیر درون‌بوم غربی
شکارگیر درون‌بوم غربی (نام علمی: Austrogomphus collaris) نام یک گونه از سرده شکارگیرها است.